# L'Hôpital-du-Grosbois
L'Hôpital-du-Grosbois är en kommun i departementet Doubs i regionen Bourgogne-Franche-Comté i östra Frankrike. Kommunen ligger i kantonen Ornans som tillhör arrondissementet Besançon. År 2022 hade L'Hôpital-du-Grosbois 605 invånare.

## Befolkningsutveckling
Antalet invånare i kommunen L'Hôpital-du-Grosbois
Referens:INSEE